# Сумоярви
Сумоярви — озеро на территории Сосновецкого сельского поселения Беломорского района Республики Карелии.

## Общие сведения
Площадь озера — 1,3 км². Располагается на высоте 111,9 метров над уровнем моря.
Форма озера дугообразная, продолговатая: оно вытянуто с запада на восток. Берега каменисто-песчаные, местами заболоченные.
С северо-западной стороны из Сумоярви вытекает протока, впадающая с правого берега в реку Охту. Последняя впадает в реку Кемь.
Код объекта в государственном водном реестре — 02020001011102000006370.